# Římskokatolická farnost Nová Říše
Římskokatolická farnost Nová Říše je územní společenství římských katolíků v rámci telčského děkanství brněnské diecéze s farním kostelem svatého Petra a Pavla.

## Duchovní správci
Farnost spravují premonstráti ze zdejšího kláštera. Farářem je od 1. ledna 2004 Marian Rudolf Kosík, OPraem., opat místního premonstrátského kláštera.

## Bohoslužby
| Kostel                | Místo     | Bohoslužba (den)                                 | Hodina            | Poznámka     |
| --------------------- | --------- | ------------------------------------------------ | ----------------- | ------------ |
| svatého Petra a Pavla | Nová Říše | neděle pondělí úterý středa čtvrtek pátek sobota | 8.00, 11.00 18.00 | farní kostel |

## Aktivity ve farnosti
Dnem vzájemných modliteb farností za bohoslovce a bohoslovců za farnosti brněnské diecéze je 17. září. Adorační den připadá na 16. května. Ve farnosti se pravidelně koná tříkrálová sbírka. V roce 2017 činil její výtěžek v Nové Říši 30 982 korun.
Klášter organizuje různé akce pro věřící z farností, které spravuje.